# Division II i ishockey 1953-54
Division II i ishockey 1953-54 var turneringen i den næstbedste række i det svenske ligasystem. Turneringen havde deltagelse af 33 hold, der var inddelt i seks puljer med 5-7 hold i hver pulje. I hver pulje spillede holdene en dobbeltturnering alle-mod-alle, hvilket gav 8-12 spillerunder. Turneringen var ligeledes inddelt i fire regionale områder, hvor nord- og øst-området bestod af én pulje med seks eller syv hold, mens holdene i vest- og syd-området var opdelt i to puljer med fem hold. Det bedste hold i hvert område rykkede op i Division I. I områderne med to puljer spillede de to puljevindere et playoff-opgør over to kampe (hjemme og ude) om oprykningspladsen i det pågældende område.
Oprykningspladserne til Division I blev besat af følgende fire hold:
- Brynäs IF, der vandt Division II Nord.
- Västerås IK, der vandt Division II Vest A, og som besejrede vinderen af Division II Vest B, Forshaga IF, i playoff-kampene.
- AIK, der vandt Division II Øst.
- IFK Stockholm, der vandt Division II Syd A, og som besejrede vinderen af Division II Syd B, Alvesta SK, i playoff-kampene.

De to dårligste hold i hvert område rykkede ned i Division III.

## Hold
Division II havde deltagelse af 33 klubber, hvilket var en klub mere end i den foregående sæson. Blandt deltagerne var:
- 4 klubber, der var rykket ned fra Division I: AIK, Forshaga IF, IK Huge og Nacka SK.
- 10 klubber, der var rykket op fra Division III: Hofors IK, Hultsfreds AIK, IFK Nyland, IFK Stockholm, IFK Trollhättan, IK Viking, Ljusne AIK, Saltsjöbadens IF og Västerås SK.

Holdene var inddelt i fire regionale områder, hvor nord-området bestod af en pulje med syv hold og øst-området bestod af én pulje med seks hold, mens holdene i vest- og syd-området var opdelt i to puljer med fem hold. I hver pulje spillede holdene en dobbeltturnering alle-mod-alle, hvilket gav 8-12 spillerunder. Det bedste hold i hvert område rykkede op i Division I. I områderne med to puljer spillede de to puljevindere en gruppefinale over to kampe (hjemme og ude) om oprykningspladsen i det pågældende område.
Siden den foregående sæson var nord-puljen blevet udvidet fra seks til syv hold.
| Hold                 | By           | Foregående sæson                          | Brynäs Hofors Nyland Huge Ljusne Strömsbro Wifsta/Östrand Arboga Kolbäck Västerås IK, Västerås SK, IFK Västerås Forshaga Munkfors Trollhättan Viking Skived AIK, IFK Stockholm, Matteuspojkarna, Nacka, Saltsjöbaden, Traneberg og Värtan Mariefred Norrköping Sleipner Tranås Alvesta Diö Hultsfred Stefa Norrahammar |
| Division II Nord     |              |                                           | Brynäs Hofors Nyland Huge Ljusne Strömsbro Wifsta/Östrand Arboga Kolbäck Västerås IK, Västerås SK, IFK Västerås Forshaga Munkfors Trollhättan Viking Skived AIK, IFK Stockholm, Matteuspojkarna, Nacka, Saltsjöbaden, Traneberg og Värtan Mariefred Norrköping Sleipner Tranås Alvesta Diö Hultsfred Stefa Norrahammar |
| Brynäs IF            | Gävle        | Nr. 2 i Division II Nord                  | Brynäs Hofors Nyland Huge Ljusne Strömsbro Wifsta/Östrand Arboga Kolbäck Västerås IK, Västerås SK, IFK Västerås Forshaga Munkfors Trollhättan Viking Skived AIK, IFK Stockholm, Matteuspojkarna, Nacka, Saltsjöbaden, Traneberg og Värtan Mariefred Norrköping Sleipner Tranås Alvesta Diö Hultsfred Stefa Norrahammar |
| Hofors IK            | Hofors       | Nr. 1 i Division III Uppsvenske søndre    | Brynäs Hofors Nyland Huge Ljusne Strömsbro Wifsta/Östrand Arboga Kolbäck Västerås IK, Västerås SK, IFK Västerås Forshaga Munkfors Trollhättan Viking Skived AIK, IFK Stockholm, Matteuspojkarna, Nacka, Saltsjöbaden, Traneberg og Värtan Mariefred Norrköping Sleipner Tranås Alvesta Diö Hultsfred Stefa Norrahammar |
| IFK Nyland           | Nyland       | Nr. 1 i Division III Uppsvensk nordre     | Brynäs Hofors Nyland Huge Ljusne Strömsbro Wifsta/Östrand Arboga Kolbäck Västerås IK, Västerås SK, IFK Västerås Forshaga Munkfors Trollhättan Viking Skived AIK, IFK Stockholm, Matteuspojkarna, Nacka, Saltsjöbaden, Traneberg og Värtan Mariefred Norrköping Sleipner Tranås Alvesta Diö Hultsfred Stefa Norrahammar |
| IK Huge              | Gävle        | Nr. 6 i Division I Nord                   | Brynäs Hofors Nyland Huge Ljusne Strömsbro Wifsta/Östrand Arboga Kolbäck Västerås IK, Västerås SK, IFK Västerås Forshaga Munkfors Trollhättan Viking Skived AIK, IFK Stockholm, Matteuspojkarna, Nacka, Saltsjöbaden, Traneberg og Värtan Mariefred Norrköping Sleipner Tranås Alvesta Diö Hultsfred Stefa Norrahammar |
| Ljusne AIK           | Ljusne       | Nr. 1 i Division III Uppsvenske østre     | Brynäs Hofors Nyland Huge Ljusne Strömsbro Wifsta/Östrand Arboga Kolbäck Västerås IK, Västerås SK, IFK Västerås Forshaga Munkfors Trollhättan Viking Skived AIK, IFK Stockholm, Matteuspojkarna, Nacka, Saltsjöbaden, Traneberg og Värtan Mariefred Norrköping Sleipner Tranås Alvesta Diö Hultsfred Stefa Norrahammar |
| Strömsbro IF         | Gävle        | Nr. 4 i Division II Nord                  | Brynäs Hofors Nyland Huge Ljusne Strömsbro Wifsta/Östrand Arboga Kolbäck Västerås IK, Västerås SK, IFK Västerås Forshaga Munkfors Trollhättan Viking Skived AIK, IFK Stockholm, Matteuspojkarna, Nacka, Saltsjöbaden, Traneberg og Värtan Mariefred Norrköping Sleipner Tranås Alvesta Diö Hultsfred Stefa Norrahammar |
| Wifsta/Östrands IF   | Timrå        | Nr. 3 i Division II Nord                  | Brynäs Hofors Nyland Huge Ljusne Strömsbro Wifsta/Östrand Arboga Kolbäck Västerås IK, Västerås SK, IFK Västerås Forshaga Munkfors Trollhättan Viking Skived AIK, IFK Stockholm, Matteuspojkarna, Nacka, Saltsjöbaden, Traneberg og Värtan Mariefred Norrköping Sleipner Tranås Alvesta Diö Hultsfred Stefa Norrahammar |
| Division II Vest A   |              |                                           | Brynäs Hofors Nyland Huge Ljusne Strömsbro Wifsta/Östrand Arboga Kolbäck Västerås IK, Västerås SK, IFK Västerås Forshaga Munkfors Trollhättan Viking Skived AIK, IFK Stockholm, Matteuspojkarna, Nacka, Saltsjöbaden, Traneberg og Värtan Mariefred Norrköping Sleipner Tranås Alvesta Diö Hultsfred Stefa Norrahammar |
| IFK Arboga           | Arboga       | Nr. 3 i Division II Vest A                | Brynäs Hofors Nyland Huge Ljusne Strömsbro Wifsta/Östrand Arboga Kolbäck Västerås IK, Västerås SK, IFK Västerås Forshaga Munkfors Trollhättan Viking Skived AIK, IFK Stockholm, Matteuspojkarna, Nacka, Saltsjöbaden, Traneberg og Värtan Mariefred Norrköping Sleipner Tranås Alvesta Diö Hultsfred Stefa Norrahammar |
| IFK Västerås         | Västerås     | Nr. 2 i Division II Vest A                | Brynäs Hofors Nyland Huge Ljusne Strömsbro Wifsta/Östrand Arboga Kolbäck Västerås IK, Västerås SK, IFK Västerås Forshaga Munkfors Trollhättan Viking Skived AIK, IFK Stockholm, Matteuspojkarna, Nacka, Saltsjöbaden, Traneberg og Värtan Mariefred Norrköping Sleipner Tranås Alvesta Diö Hultsfred Stefa Norrahammar |
| Kolbäcks AIF         | Kolbäck      | Nr. 4 i Division II Vest A                | Brynäs Hofors Nyland Huge Ljusne Strömsbro Wifsta/Östrand Arboga Kolbäck Västerås IK, Västerås SK, IFK Västerås Forshaga Munkfors Trollhättan Viking Skived AIK, IFK Stockholm, Matteuspojkarna, Nacka, Saltsjöbaden, Traneberg og Värtan Mariefred Norrköping Sleipner Tranås Alvesta Diö Hultsfred Stefa Norrahammar |
| Västerås IK          | Västerås     | Nr. 1 i Division II Vest A                | Brynäs Hofors Nyland Huge Ljusne Strömsbro Wifsta/Östrand Arboga Kolbäck Västerås IK, Västerås SK, IFK Västerås Forshaga Munkfors Trollhättan Viking Skived AIK, IFK Stockholm, Matteuspojkarna, Nacka, Saltsjöbaden, Traneberg og Värtan Mariefred Norrköping Sleipner Tranås Alvesta Diö Hultsfred Stefa Norrahammar |
| Västerås SK          | Västerås     | Nr. 1 i Division III Vestsvenske østre    | Brynäs Hofors Nyland Huge Ljusne Strömsbro Wifsta/Östrand Arboga Kolbäck Västerås IK, Västerås SK, IFK Västerås Forshaga Munkfors Trollhättan Viking Skived AIK, IFK Stockholm, Matteuspojkarna, Nacka, Saltsjöbaden, Traneberg og Värtan Mariefred Norrköping Sleipner Tranås Alvesta Diö Hultsfred Stefa Norrahammar |
| Division II Vest B   |              |                                           | Brynäs Hofors Nyland Huge Ljusne Strömsbro Wifsta/Östrand Arboga Kolbäck Västerås IK, Västerås SK, IFK Västerås Forshaga Munkfors Trollhättan Viking Skived AIK, IFK Stockholm, Matteuspojkarna, Nacka, Saltsjöbaden, Traneberg og Värtan Mariefred Norrköping Sleipner Tranås Alvesta Diö Hultsfred Stefa Norrahammar |
| Forshaga IF          | Forshaga     | Nr. 5 i Division I Syd                    | Brynäs Hofors Nyland Huge Ljusne Strömsbro Wifsta/Östrand Arboga Kolbäck Västerås IK, Västerås SK, IFK Västerås Forshaga Munkfors Trollhättan Viking Skived AIK, IFK Stockholm, Matteuspojkarna, Nacka, Saltsjöbaden, Traneberg og Värtan Mariefred Norrköping Sleipner Tranås Alvesta Diö Hultsfred Stefa Norrahammar |
| IFK Munkfors         | Munkfors     | Nr. 3 i Division II Vest B                | Brynäs Hofors Nyland Huge Ljusne Strömsbro Wifsta/Östrand Arboga Kolbäck Västerås IK, Västerås SK, IFK Västerås Forshaga Munkfors Trollhättan Viking Skived AIK, IFK Stockholm, Matteuspojkarna, Nacka, Saltsjöbaden, Traneberg og Värtan Mariefred Norrköping Sleipner Tranås Alvesta Diö Hultsfred Stefa Norrahammar |
| IFK Trollhättan      | Trollhättan  | Nr. 1 i Division III Vestsvenske søndre   | Brynäs Hofors Nyland Huge Ljusne Strömsbro Wifsta/Östrand Arboga Kolbäck Västerås IK, Västerås SK, IFK Västerås Forshaga Munkfors Trollhättan Viking Skived AIK, IFK Stockholm, Matteuspojkarna, Nacka, Saltsjöbaden, Traneberg og Värtan Mariefred Norrköping Sleipner Tranås Alvesta Diö Hultsfred Stefa Norrahammar |
| IK Viking            | Hagfors      | Nr. 1 i Division III Vestsvenske nordre   | Brynäs Hofors Nyland Huge Ljusne Strömsbro Wifsta/Östrand Arboga Kolbäck Västerås IK, Västerås SK, IFK Västerås Forshaga Munkfors Trollhättan Viking Skived AIK, IFK Stockholm, Matteuspojkarna, Nacka, Saltsjöbaden, Traneberg og Värtan Mariefred Norrköping Sleipner Tranås Alvesta Diö Hultsfred Stefa Norrahammar |
| Skiveds IF           | Forshaga     | Nr. 2 i Division II Vest B                | Brynäs Hofors Nyland Huge Ljusne Strömsbro Wifsta/Östrand Arboga Kolbäck Västerås IK, Västerås SK, IFK Västerås Forshaga Munkfors Trollhättan Viking Skived AIK, IFK Stockholm, Matteuspojkarna, Nacka, Saltsjöbaden, Traneberg og Värtan Mariefred Norrköping Sleipner Tranås Alvesta Diö Hultsfred Stefa Norrahammar |
| Division II Øst      |              |                                           | Brynäs Hofors Nyland Huge Ljusne Strömsbro Wifsta/Östrand Arboga Kolbäck Västerås IK, Västerås SK, IFK Västerås Forshaga Munkfors Trollhättan Viking Skived AIK, IFK Stockholm, Matteuspojkarna, Nacka, Saltsjöbaden, Traneberg og Värtan Mariefred Norrköping Sleipner Tranås Alvesta Diö Hultsfred Stefa Norrahammar |
| AIK                  | Stockholm    | Nr. 5 i Division I Nord                   | Brynäs Hofors Nyland Huge Ljusne Strömsbro Wifsta/Östrand Arboga Kolbäck Västerås IK, Västerås SK, IFK Västerås Forshaga Munkfors Trollhättan Viking Skived AIK, IFK Stockholm, Matteuspojkarna, Nacka, Saltsjöbaden, Traneberg og Värtan Mariefred Norrköping Sleipner Tranås Alvesta Diö Hultsfred Stefa Norrahammar |
| Nacka SK             | Stockholm    | Nr. 6 i Division I Syd                    | Brynäs Hofors Nyland Huge Ljusne Strömsbro Wifsta/Östrand Arboga Kolbäck Västerås IK, Västerås SK, IFK Västerås Forshaga Munkfors Trollhättan Viking Skived AIK, IFK Stockholm, Matteuspojkarna, Nacka, Saltsjöbaden, Traneberg og Värtan Mariefred Norrköping Sleipner Tranås Alvesta Diö Hultsfred Stefa Norrahammar |
| Saltsjöbadens IF     | Saltsjöbaden | Nr. 1 i Division III Østsvenske søndre    | Brynäs Hofors Nyland Huge Ljusne Strömsbro Wifsta/Östrand Arboga Kolbäck Västerås IK, Västerås SK, IFK Västerås Forshaga Munkfors Trollhättan Viking Skived AIK, IFK Stockholm, Matteuspojkarna, Nacka, Saltsjöbaden, Traneberg og Värtan Mariefred Norrköping Sleipner Tranås Alvesta Diö Hultsfred Stefa Norrahammar |
| Tranebergs IF        | Stockholm    | Nr. 3 i Division II Øst                   | Brynäs Hofors Nyland Huge Ljusne Strömsbro Wifsta/Östrand Arboga Kolbäck Västerås IK, Västerås SK, IFK Västerås Forshaga Munkfors Trollhättan Viking Skived AIK, IFK Stockholm, Matteuspojkarna, Nacka, Saltsjöbaden, Traneberg og Värtan Mariefred Norrköping Sleipner Tranås Alvesta Diö Hultsfred Stefa Norrahammar |
| UoIF Matteuspojkarna | Stockholm    | Nr. 2 i Division II Øst                   | Brynäs Hofors Nyland Huge Ljusne Strömsbro Wifsta/Östrand Arboga Kolbäck Västerås IK, Västerås SK, IFK Västerås Forshaga Munkfors Trollhättan Viking Skived AIK, IFK Stockholm, Matteuspojkarna, Nacka, Saltsjöbaden, Traneberg og Värtan Mariefred Norrköping Sleipner Tranås Alvesta Diö Hultsfred Stefa Norrahammar |
| Värtans IK           | Stockholm    | Nr. 4 i Division II Øst                   | Brynäs Hofors Nyland Huge Ljusne Strömsbro Wifsta/Östrand Arboga Kolbäck Västerås IK, Västerås SK, IFK Västerås Forshaga Munkfors Trollhättan Viking Skived AIK, IFK Stockholm, Matteuspojkarna, Nacka, Saltsjöbaden, Traneberg og Värtan Mariefred Norrköping Sleipner Tranås Alvesta Diö Hultsfred Stefa Norrahammar |
| Division II Syd A    |              |                                           | Brynäs Hofors Nyland Huge Ljusne Strömsbro Wifsta/Östrand Arboga Kolbäck Västerås IK, Västerås SK, IFK Västerås Forshaga Munkfors Trollhättan Viking Skived AIK, IFK Stockholm, Matteuspojkarna, Nacka, Saltsjöbaden, Traneberg og Värtan Mariefred Norrköping Sleipner Tranås Alvesta Diö Hultsfred Stefa Norrahammar |
| IFK Mariefred        | Mariefred    | Nr. 4 i Division II Syd A                 | Brynäs Hofors Nyland Huge Ljusne Strömsbro Wifsta/Östrand Arboga Kolbäck Västerås IK, Västerås SK, IFK Västerås Forshaga Munkfors Trollhättan Viking Skived AIK, IFK Stockholm, Matteuspojkarna, Nacka, Saltsjöbaden, Traneberg og Värtan Mariefred Norrköping Sleipner Tranås Alvesta Diö Hultsfred Stefa Norrahammar |
| IFK Norrköping       | Norrköping   | Nr. 2 i Division II Syd A                 | Brynäs Hofors Nyland Huge Ljusne Strömsbro Wifsta/Östrand Arboga Kolbäck Västerås IK, Västerås SK, IFK Västerås Forshaga Munkfors Trollhättan Viking Skived AIK, IFK Stockholm, Matteuspojkarna, Nacka, Saltsjöbaden, Traneberg og Värtan Mariefred Norrköping Sleipner Tranås Alvesta Diö Hultsfred Stefa Norrahammar |
| IFK Stockholm        | Stockholm    | Nr. 1 i Division III Østsvenske østre     | Brynäs Hofors Nyland Huge Ljusne Strömsbro Wifsta/Östrand Arboga Kolbäck Västerås IK, Västerås SK, IFK Västerås Forshaga Munkfors Trollhättan Viking Skived AIK, IFK Stockholm, Matteuspojkarna, Nacka, Saltsjöbaden, Traneberg og Värtan Mariefred Norrköping Sleipner Tranås Alvesta Diö Hultsfred Stefa Norrahammar |
| IK Sleipner          | Norrköping   | Nr. 3 i Division II Syd A                 | Brynäs Hofors Nyland Huge Ljusne Strömsbro Wifsta/Östrand Arboga Kolbäck Västerås IK, Västerås SK, IFK Västerås Forshaga Munkfors Trollhättan Viking Skived AIK, IFK Stockholm, Matteuspojkarna, Nacka, Saltsjöbaden, Traneberg og Värtan Mariefred Norrköping Sleipner Tranås Alvesta Diö Hultsfred Stefa Norrahammar |
| Tranås AIF           | Tranås       | Nr. 1 i Division III Mellemsvenske østre  | Brynäs Hofors Nyland Huge Ljusne Strömsbro Wifsta/Östrand Arboga Kolbäck Västerås IK, Västerås SK, IFK Västerås Forshaga Munkfors Trollhättan Viking Skived AIK, IFK Stockholm, Matteuspojkarna, Nacka, Saltsjöbaden, Traneberg og Värtan Mariefred Norrköping Sleipner Tranås Alvesta Diö Hultsfred Stefa Norrahammar |
| Division II Syd B    |              |                                           | Brynäs Hofors Nyland Huge Ljusne Strömsbro Wifsta/Östrand Arboga Kolbäck Västerås IK, Västerås SK, IFK Västerås Forshaga Munkfors Trollhättan Viking Skived AIK, IFK Stockholm, Matteuspojkarna, Nacka, Saltsjöbaden, Traneberg og Värtan Mariefred Norrköping Sleipner Tranås Alvesta Diö Hultsfred Stefa Norrahammar |
| Alvesta SK           | Alvesta      | Nr. 2 i Division II Syd B                 | Brynäs Hofors Nyland Huge Ljusne Strömsbro Wifsta/Östrand Arboga Kolbäck Västerås IK, Västerås SK, IFK Västerås Forshaga Munkfors Trollhättan Viking Skived AIK, IFK Stockholm, Matteuspojkarna, Nacka, Saltsjöbaden, Traneberg og Värtan Mariefred Norrköping Sleipner Tranås Alvesta Diö Hultsfred Stefa Norrahammar |
| Diö GoIF             | Diö          | Nr. 4 i Division II Syd B                 | Brynäs Hofors Nyland Huge Ljusne Strömsbro Wifsta/Östrand Arboga Kolbäck Västerås IK, Västerås SK, IFK Västerås Forshaga Munkfors Trollhättan Viking Skived AIK, IFK Stockholm, Matteuspojkarna, Nacka, Saltsjöbaden, Traneberg og Värtan Mariefred Norrköping Sleipner Tranås Alvesta Diö Hultsfred Stefa Norrahammar |
| Hultsfreds AIK       | Hultsfred    | Nr. 1 i Division III Mellemsvenske søndre | Brynäs Hofors Nyland Huge Ljusne Strömsbro Wifsta/Östrand Arboga Kolbäck Västerås IK, Västerås SK, IFK Västerås Forshaga Munkfors Trollhättan Viking Skived AIK, IFK Stockholm, Matteuspojkarna, Nacka, Saltsjöbaden, Traneberg og Värtan Mariefred Norrköping Sleipner Tranås Alvesta Diö Hultsfred Stefa Norrahammar |
| IK Stefa             | Huskvarna    | Nr. 1 i Division II Syd B                 | Brynäs Hofors Nyland Huge Ljusne Strömsbro Wifsta/Östrand Arboga Kolbäck Västerås IK, Västerås SK, IFK Västerås Forshaga Munkfors Trollhättan Viking Skived AIK, IFK Stockholm, Matteuspojkarna, Nacka, Saltsjöbaden, Traneberg og Värtan Mariefred Norrköping Sleipner Tranås Alvesta Diö Hultsfred Stefa Norrahammar |
| Norrahammars GIS     | Norrahammar  | Nr. 3 i Division II Syd B                 | Brynäs Hofors Nyland Huge Ljusne Strömsbro Wifsta/Östrand Arboga Kolbäck Västerås IK, Västerås SK, IFK Västerås Forshaga Munkfors Trollhättan Viking Skived AIK, IFK Stockholm, Matteuspojkarna, Nacka, Saltsjöbaden, Traneberg og Värtan Mariefred Norrköping Sleipner Tranås Alvesta Diö Hultsfred Stefa Norrahammar |

## Nord

### Division II Nord
| \| Nr \| Hold \| K \| V \| U \| T \| Mf \| \| Mi \| +/- \| P \| \| -- \| ------------------ \| -- \| -- \| - \| - \| -- \| - \| -- \| --- \| ------------------------------------ \| \| 1 \| Brynäs IF \| 12 \| 11 \| 1 \| 0 \| 52 \| – \| 27 \| +25 \| 23Oprykning til Division I 1954-55 \| \| 2 \| Strömsbro IF \| 12 \| 9 \| 1 \| 2 \| 75 \| – \| 33 \| +42 \| 19 \| \| 3 \| IFK Nyland (O) \| 12 \| 5 \| 3 \| 4 \| 58 \| – \| 41 \| +17 \| 13 \| \| 4 \| Ljusne AIK (O) \| 12 \| 5 \| 2 \| 5 \| 63 \| – \| 51 \| +12 \| 12 \| \| 5 \| Wifsta/Östrands IF \| 12 \| 2 \| 2 \| 8 \| 48 \| – \| 71 \| −23 \| 6 \| \| 6 \| Hofors IK (O) \| 12 \| 3 \| 0 \| 9 \| 33 \| – \| 69 \| −36 \| 6Nedrykning til Division III 1954-55 \| \| 7 \| IK Huge (N) \| 12 \| 2 \| 1 \| 9 \| 34 \| – \| 71 \| −37 \| 5Nedrykning til Division III 1954-55 \| K: Kampe spillet, V: Vundne kampe, U: Uafgjorte kampe, T: Tabte kampe, Mf: Mål for, Mi: Mål imod, +/-: Måldifference, P: Point |                    |    |    |   |   |    |   |    |     |                                      |
| Nr | Hold               | K  | V  | U | T | Mf |   | Mi | +/- | P                                    |
| 1 | Brynäs IF          | 12 | 11 | 1 | 0 | 52 | – | 27 | +25 | 23Oprykning til Division I 1954-55   |
| 2 | Strömsbro IF       | 12 | 9  | 1 | 2 | 75 | – | 33 | +42 | 19                                   |
| 3 | IFK Nyland (O)     | 12 | 5  | 3 | 4 | 58 | – | 41 | +17 | 13                                   |
| 4 | Ljusne AIK (O)     | 12 | 5  | 2 | 5 | 63 | – | 51 | +12 | 12                                   |
| 5 | Wifsta/Östrands IF | 12 | 2  | 2 | 8 | 48 | – | 71 | −23 | 6                                    |
| 6 | Hofors IK (O)      | 12 | 3  | 0 | 9 | 33 | – | 69 | −36 | 6Nedrykning til Division III 1954-55 |
| 7 | IK Huge (N)        | 12 | 2  | 1 | 9 | 34 | – | 71 | −37 | 5Nedrykning til Division III 1954-55 |

## Vest

### Division II Vest A
| \| Nr \| Hold \| K \| V \| U \| T \| Mf \| \| Mi \| +/- \| P \| \| -- \| --------------- \| - \| - \| - \| - \| -- \| - \| -- \| --- \| ------------------------------------ \| \| 1 \| Västerås IK \| 8 \| 8 \| 0 \| 0 \| 68 \| – \| 9 \| +59 \| 16Gruppefinale \| \| 2 \| Västerås SK (O) \| 8 \| 6 \| 0 \| 2 \| 45 \| – \| 32 \| +13 \| 12 \| \| 3 \| IFK Arboga \| 8 \| 3 \| 0 \| 5 \| 41 \| – \| 47 \| −6 \| 6 \| \| 4 \| Kolbäcks AIF \| 8 \| 2 \| 0 \| 6 \| 31 \| – \| 56 \| −25 \| 4 \| \| 5 \| IFK Västerås \| 8 \| 1 \| 0 \| 7 \| 23 \| – \| 64 \| −41 \| 2Nedrykning til Division III 1954-55 \| K: Kampe spillet, V: Vundne kampe, U: Uafgjorte kampe, T: Tabte kampe, Mf: Mål for, Mi: Mål imod, +/-: Måldifference, P: Point |                 |   |   |   |   |    |   |    |     |                                      |
| Nr | Hold            | K | V | U | T | Mf |   | Mi | +/- | P                                    |
| 1 | Västerås IK     | 8 | 8 | 0 | 0 | 68 | – | 9  | +59 | 16Gruppefinale                       |
| 2 | Västerås SK (O) | 8 | 6 | 0 | 2 | 45 | – | 32 | +13 | 12                                   |
| 3 | IFK Arboga      | 8 | 3 | 0 | 5 | 41 | – | 47 | −6  | 6                                    |
| 4 | Kolbäcks AIF    | 8 | 2 | 0 | 6 | 31 | – | 56 | −25 | 4                                    |
| 5 | IFK Västerås    | 8 | 1 | 0 | 7 | 23 | – | 64 | −41 | 2Nedrykning til Division III 1954-55 |

### Division II Vest B
| \| Nr \| Hold \| K \| V \| U \| T \| Mf \| \| Mi \| +/- \| P \| \| -- \| ------------------- \| - \| - \| - \| - \| -- \| - \| -- \| --- \| ------------------------------------ \| \| 1 \| Forshaga IF (N) \| 8 \| 7 \| 0 \| 1 \| 68 \| – \| 19 \| +49 \| 14Gruppefinale \| \| 2 \| IFK Munkfors \| 8 \| 5 \| 0 \| 3 \| 46 \| – \| 29 \| +17 \| 10 \| \| 3 \| Skiveds IF \| 8 \| 5 \| 0 \| 3 \| 39 \| – \| 29 \| +10 \| 10 \| \| 4 \| IK Viking (O) \| 8 \| 3 \| 0 \| 5 \| 36 \| – \| 37 \| −1 \| 6 \| \| 5 \| IFK Trollhättan (O) \| 8 \| 0 \| 0 \| 8 \| 13 \| – \| 88 \| −75 \| 0Nedrykning til Division III 1954-55 \| K: Kampe spillet, V: Vundne kampe, U: Uafgjorte kampe, T: Tabte kampe, Mf: Mål for, Mi: Mål imod, +/-: Måldifference, P: Point |                     |   |   |   |   |    |   |    |     |                                      |
| Nr | Hold                | K | V | U | T | Mf |   | Mi | +/- | P                                    |
| 1 | Forshaga IF (N)     | 8 | 7 | 0 | 1 | 68 | – | 19 | +49 | 14Gruppefinale                       |
| 2 | IFK Munkfors        | 8 | 5 | 0 | 3 | 46 | – | 29 | +17 | 10                                   |
| 3 | Skiveds IF          | 8 | 5 | 0 | 3 | 39 | – | 29 | +10 | 10                                   |
| 4 | IK Viking (O)       | 8 | 3 | 0 | 5 | 36 | – | 37 | −1  | 6                                    |
| 5 | IFK Trollhättan (O) | 8 | 0 | 0 | 8 | 13 | – | 88 | −75 | 0Nedrykning til Division III 1954-55 |

### Gruppefinale
De to puljevindere spillede i gruppefinalen om en oprykningsplads til Division I. Finalen blev afviklet over to kampe, hvor summen af de to resultater gjaldt som det samlede resultat. Västerås IK sikrede sig oprykningspladsen med en samlet sejr på 11–10.
| Kamp | Hold                      | Res. |
| ---- | ------------------------- | ---- |
| 1    | Forshaga IF - Västerås IK | 8–4  |
| 2    | Västerås IK - Forshaga IF | 7–2  |

## Øst

### Division II Øst
| \| Nr \| Hold \| K \| V \| U \| T \| Mf \| \| Mi \| +/- \| P \| \| -- \| -------------------- \| -- \| - \| - \| - \| -- \| - \| -- \| --- \| ------------------------------------ \| \| 1 \| AIK (N) \| 10 \| 9 \| 1 \| 0 \| 47 \| – \| 20 \| +27 \| 19Oprykning til Division I 1954-55 \| \| 2 \| Saltsjöbadens IF (O) \| 10 \| 7 \| 2 \| 1 \| 58 \| – \| 40 \| +18 \| 16 \| \| 3 \| UoIF Matteuspojkarna \| 10 \| 4 \| 2 \| 4 \| 52 \| – \| 45 \| +7 \| 10 \| \| 4 \| Nacka SK (N) \| 10 \| 3 \| 1 \| 6 \| 45 \| – \| 48 \| −3 \| 7 \| \| 5 \| Värtans IK \| 10 \| 3 \| 0 \| 7 \| 42 \| – \| 55 \| −13 \| 6Nedrykning til Division III 1954-55 \| \| 6 \| Tranebergs IF \| 10 \| 0 \| 1 \| 9 \| 27 \| – \| 69 \| −42 \| 1Nedrykning til Division III 1954-55 \| K: Kampe spillet, V: Vundne kampe, U: Uafgjorte kampe, T: Tabte kampe, Mf: Mål for, Mi: Mål imod, +/-: Måldifference, P: Point |                      |    |   |   |   |    |   |    |     |                                      |
| Nr | Hold                 | K  | V | U | T | Mf |   | Mi | +/- | P                                    |
| 1 | AIK (N)              | 10 | 9 | 1 | 0 | 47 | – | 20 | +27 | 19Oprykning til Division I 1954-55   |
| 2 | Saltsjöbadens IF (O) | 10 | 7 | 2 | 1 | 58 | – | 40 | +18 | 16                                   |
| 3 | UoIF Matteuspojkarna | 10 | 4 | 2 | 4 | 52 | – | 45 | +7  | 10                                   |
| 4 | Nacka SK (N)         | 10 | 3 | 1 | 6 | 45 | – | 48 | −3  | 7                                    |
| 5 | Värtans IK           | 10 | 3 | 0 | 7 | 42 | – | 55 | −13 | 6Nedrykning til Division III 1954-55 |
| 6 | Tranebergs IF        | 10 | 0 | 1 | 9 | 27 | – | 69 | −42 | 1Nedrykning til Division III 1954-55 |

## Syd

### Division II Syd A
| \| Nr \| Hold \| K \| V \| U \| T \| Mf \| \| Mi \| +/- \| P \| \| -- \| ----------------- \| - \| - \| - \| - \| -- \| - \| -- \| --- \| ------------------------------------ \| \| 1 \| IFK Stockholm (O) \| 8 \| 5 \| 2 \| 1 \| 42 \| – \| 21 \| +21 \| 12Gruppefinale \| \| 2 \| IK Sleipner \| 8 \| 4 \| 2 \| 2 \| 44 \| – \| 30 \| +14 \| 10 \| \| 3 \| IFK Norrköping \| 8 \| 4 \| 2 \| 2 \| 34 \| – \| 22 \| +12 \| 10 \| \| 4 \| Tranås AIF (O) \| 8 \| 3 \| 1 \| 4 \| 36 \| – \| 41 \| −5 \| 7 \| \| 5 \| IFK Mariefred \| 8 \| 0 \| 1 \| 7 \| 15 \| – \| 57 \| −42 \| 1Nedrykning til Division III 1954-55 \| K: Kampe spillet, V: Vundne kampe, U: Uafgjorte kampe, T: Tabte kampe, Mf: Mål for, Mi: Mål imod, +/-: Måldifference, P: Point |                   |   |   |   |   |    |   |    |     |                                      |
| Nr | Hold              | K | V | U | T | Mf |   | Mi | +/- | P                                    |
| 1 | IFK Stockholm (O) | 8 | 5 | 2 | 1 | 42 | – | 21 | +21 | 12Gruppefinale                       |
| 2 | IK Sleipner       | 8 | 4 | 2 | 2 | 44 | – | 30 | +14 | 10                                   |
| 3 | IFK Norrköping    | 8 | 4 | 2 | 2 | 34 | – | 22 | +12 | 10                                   |
| 4 | Tranås AIF (O)    | 8 | 3 | 1 | 4 | 36 | – | 41 | −5  | 7                                    |
| 5 | IFK Mariefred     | 8 | 0 | 1 | 7 | 15 | – | 57 | −42 | 1Nedrykning til Division III 1954-55 |

### Division II Syd B
| \| Nr \| Hold \| K \| V \| U \| T \| Mf \| \| Mi \| +/- \| P \| \| -- \| ------------------ \| - \| - \| - \| - \| -- \| - \| -- \| --- \| ------------------------------------ \| \| 1 \| Alvesta SK \| 8 \| 5 \| 0 \| 3 \| 54 \| – \| 38 \| +16 \| 10Gruppefinale \| \| 2 \| Hultsfreds AIK (O) \| 8 \| 5 \| 0 \| 3 \| 41 \| – \| 34 \| +7 \| 10 \| \| 3 \| IK Stefa \| 8 \| 5 \| 0 \| 3 \| 35 \| – \| 33 \| +2 \| 10 \| \| 4 \| Diö GoIF \| 8 \| 2 \| 1 \| 5 \| 31 \| – \| 42 \| −11 \| 5 \| \| 5 \| Norrahammars GIS \| 8 \| 2 \| 1 \| 5 \| 22 \| – \| 36 \| −14 \| 5Nedrykning til Division III 1954-55 \| K: Kampe spillet, V: Vundne kampe, U: Uafgjorte kampe, T: Tabte kampe, Mf: Mål for, Mi: Mål imod, +/-: Måldifference, P: Point |                    |   |   |   |   |    |   |    |     |                                      |
| Nr | Hold               | K | V | U | T | Mf |   | Mi | +/- | P                                    |
| 1 | Alvesta SK         | 8 | 5 | 0 | 3 | 54 | – | 38 | +16 | 10Gruppefinale                       |
| 2 | Hultsfreds AIK (O) | 8 | 5 | 0 | 3 | 41 | – | 34 | +7  | 10                                   |
| 3 | IK Stefa           | 8 | 5 | 0 | 3 | 35 | – | 33 | +2  | 10                                   |
| 4 | Diö GoIF           | 8 | 2 | 1 | 5 | 31 | – | 42 | −11 | 5                                    |
| 5 | Norrahammars GIS   | 8 | 2 | 1 | 5 | 22 | – | 36 | −14 | 5Nedrykning til Division III 1954-55 |

### Gruppefinale
De to puljevindere spillede i gruppefinalen om en oprykningsplads til Division I. Finalen blev afviklet over to kampe, hvor summen af de to resultater gjaldt som det samlede resultat. IFK Stockholm sikrede sig oprykningspladsen med en samlet sejr på 9–3.
| Kamp | Hold                       | Res. |
| ---- | -------------------------- | ---- |
| 1    | IFK Stockholm - Alvesta SK | 8–2  |
| 2    | Alvesta SK - IFK Stockholm | 1–1  |